# ハピネス・イズ・ヒア
ハピネス・イズ・ヒア (Happiness Is Here) は、東京ディズニーランド (TDL)で2013年4月15日から2018年4月9日まで公演された昼のパレードの名称、およびパレードで使用されるメインテーマの楽曲名である。
前の昼のパレード『ジュビレーション!』に引き続き、NTTドコモが提供した。

## 概要
東京ディズニーリゾート30周年（TDLの開業30周年）を記念して2013年4月15日から2014年3月20日の期間で開催された東京ディズニーリゾート30周年“ザ・ハピネス・イヤー”のプログラムの1つ。
ディズニーキャラクターをモチーフにしたフロートなどにディズニーキャラクターが乗って登場する。パレードは、7つのユニット、13台のフロートから構成され、全長は約500ｍになる。パレードが停止する「ショーモード」は設けられておらず、通過型のパレードとなる。
また、2014年1月14日から3月20日までショーモードを加えたスペシャルバージョンで公演された。ショーモードの途中にはゲスト参加パートがあり、その内容は3ヶ所全てで異なっている。スペシャルバージョン時は全長を約300mに圧縮して停止する。なお、悪天候時は通過型となる場合もある。
2014年3月21日以降は、30周年関連の飾り付けを取り外した状態で、継続公演されている。
2018年4月9日をもって、新パレード『ドリーミング・アップ!』開始のため公演を終了した。
公演情報
- 公演期間:2013年4月15日〜2018年4月9日
- 公演場所:パレードルート
- 公演回数:1回/1日
- パレード全長:約500m
- 公演時間:約45分
- 出演者数:約130人
- 出演キャラクター数:55名
天候などの状況により、出演者、出演キャラクターは減ることがある。
- フロート:13台+ポッド13台

## フロート構成と登場キャラクター
パレードは、7つのユニット、13台のフロートから構成される。
天候などの条件によっては登場しないキャラクター、フロートがある。
1.オープニング (幸せな「音楽」がハピネスを創り出すシーンを表したユニット
グーフィーを先頭に、ミッキーマウスのオモチャをモチーフにしたタイトルフロート、汽車（ケイシー・ジュニア）のフロート、楽器やオルゴールをモチーフにしたフロート
- グーフィー、クララベル・カウ、ホーレス・ホースカラー、ヒューイ・デューイ・ルーイ（ミッキー&フレンズ）
- ファイファー、フィドラー、プラクティカル（三匹の子ぶた）
- 白雪姫、七人のこびと（白雪姫）
- ピノキオ（ピノキオ）
- ダンボ(ダンボ)
- マリー、トゥルーズ、ベルリオーズ、スキャットキャッツ、ロクフォール（おしゃれキャット）

2.「友情」の喜びを表現したユニット
リロとスティッチを先頭に、コシグロペリカンのナイジェルをモチーフにしたフロート、おもちゃ箱を積んだ三輪車をモチーフにしたフロート
- リロ、スティッチ（リロ・アンド・スティッチ）
- マーリン、ドリー、ギル、ニモ（ファインディング・ニモ）
- ウッディ、バズ・ライトイヤー、ジェシー（トイ・ストーリー）

3.「願い」を表現したユニット
ジーニーを先頭に、アブーが魔法によってゾウに変身した姿のフロート
- ジーニー、アラジン、ジャスミン（アラジン）

2015年5月15日の公演より、このユニット3とユニット4の間を境にパレードが2つのパートに解かれ、途中横断が可能となった。同年4月5日までは最初から最後まで間が途切れないパレードだった。
4.「美しさ」を表現したユニット
マキシマスに乗ったラプンツェルを先頭に、白鳥をモチーフにしたフロート、ピクシーホロウをモチーフにしたフロート
- ラプンツェル（塔の上のラプンツェル）
- オーロラ（眠れる森の美女）
- ベル（美女と野獣）
- シンデレラ（シンデレラ）
- ティンカー・ベル（ティンカー・ベル）
- イモムシ（森の音楽会）
- みにくいあひるの子（みにくいあひるの子）

5.「不思議」を表現したユニット
イモムシ(Caterpillar)に乗ったアリスを先頭に、マッドハッターと三月ウサギのフロート、ハートの女王のフロート
- アリス、マッドハッター、三月ウサギ、ハートの王、トゥイードルダムとトゥイードルディー、トランプ兵たち（ふしぎの国のアリス）

6.「夢」を表現したユニット
ラビットを先頭に、ハニーポットとあふれ出るハチミツをモチーフにしたフロート
- ラビット、ズオウ、ティガー、プー（くまのプーさん）

7.フィナーレ
メリー・ポピンズとバートを先頭に、「ディズニーの仲間たちが叶えてくれる夢」をテーマとしたフロート、高さ12ｍのバルーンが詰まった気球の形状のフロート、スポンサーフロート
(30周年の期間中は、30の数字をあしらったロゴが気球のフロート正面に飾られていた。)
- メリー・ポピンズ、バート（メリー・ポピンズ）
- ミッキーマウス、ミニーマウス、ドナルドダック、デイジーダック、チップとデール、プルート（ミッキー&フレンズ）

## 楽曲

### 通常版
パレード内の楽曲は、東京ディズニーリゾート30thアニバーサリーテーマソング「Happiness Is Here」を軸とし、様々なディズニー音楽のメドレーで構成されている。パレードの楽曲を収録したCDは5月8日にウォルト・ディズニー・レコーズより発売された。なお、東京ディズニーリゾート内の一部店舗では5月1日より先行発売が行われた。
全ユニット
オリジナル楽曲
- Happiness Is Here

オープニングユニット
『白雪姫』より
- 口笛ふいて働こう (Whistle While You Work)

『ミッキーのフォーリーズ』より
- ミニーのユー・フー! (Minnie's Yoo Hoo)

『ダンボ』より
- ケイシー・ジュニア (Casey Junior)

『ピノキオ』より
- もう糸はいらない (I've Got No Strings)

『おしゃれキャット』より
- スケール・アンド・アルペジオ (Scales and Arpeggios)
- みんな猫になりたいのさ (Ev'rybody Wants to Be a Cat)

「友情」のユニット
『トイ・ストーリー』より
- 君はともだち (You've Got a Friend in Me)

『トイ・ストーリー3』より
- 僕らはひとつ (We Belong Together)

『ファインディング・ニモ』より
- Jellyfish Forest

「願い」のユニット
『アラジン』より
- アラビアン・ナイト (Arabian Nights)
- 一足お先に (One Jump Ahead)
- アリ王子のお通り (Prince Ali)
- ホール・ニュー・ワールド　(A Whole New World)

「美しさ」のユニット
『シンデレラ』より
- ビビディ・バビディ・ブー (Bibbidi-Bobbidi-Boo)
- 夢はひそかに(A Dream Is a Wish Your Heart Makes)
- これが恋かしら (So This Is Love)

『塔の上のラプンツェル』より
- 輝く未来 (I See the Light)

『美女と野獣』より
- 美女と野獣 (Beauty and the Beast)

『眠れる森の美女』より
- いつか夢で (Once Upon A Dream)

『白雪姫』より
- いつか王子様が (Some day My prince will come)

「不思議」のユニット
『ふしぎの国のアリス』より
- カードの大行進 (March Of The Cards)
- お誕生日じゃない日のうた (The Unbirthday Song)
- 時間におくれた (I'm Late)
- ふしぎの国のアリス (Alice In Wonderland)

「夢」のユニット
『くまのプーさん』より
- Rumbly in My Tumbly
- Winnie the Pooh
- ワンダフル・シング・アバウト・ティガー (The Wonderful Thing About Tiggers)

フィナーレユニット
『メリー・ポピンズ』より
- スーパーカリフラジリスティックエクスピアリドーシャス (Supercalifragilisticexpialidocious)

### スペシャルバージョン
2014年1月14日から同年3月20日まで開催されたショーモードを加えたスペシャルバージョンの使用楽曲。
スペシャルバージョンのショーモード音源を加えたCDが2014年3月19日発売（同月5日パーク内先行発売）の「東京ディズニーリゾート・30thアニバーサリー・ミュージックアルバム“ザ・ハピネス・イヤー”」に収録されている。
全停止位置共通
- 東京ディズニーランド・イズ・ユア・ランド
- ミッキーマウス・マーチ
- ハイ・ホー（『白雪姫』より）
- Yo‐Ho(A Pirate's Life for Me)（『カリブの海賊』より）
- ハワイアン・ローラー・コースター・ライド（『リロ・アンド・スティッチ』より）
- きみもとべるよ!（『ピーター・パン』より）
- ハピネス・イズ・ヒア

ファンタジーランド、ウエスタンランド
- カム・アゲイン（『カントリーベア・シアター』より）
- リーダーにつづけ（『ピーター・パン』より）
- 小さな世界（『イッツ・ア・スモールワールド』より）
- ぐるぐるレース（『ふしぎの国のアリス』より）

プラザ
- お砂糖ひとさじで（『メリー・ポピンズ』より）
- ひとりぼっちの晩餐会（『美女と野獣』より）
- 星に願いを（『ピノキオ』より）
- 夢はひそかに（『シンデレラ』より）

トゥモローランド、トゥーンタウン
- 狼なんか怖くない（『三匹の子ぶた』より）
- 君はともだち（『トイ・ストーリー』より）
- 君がいないと（『モンスターズ・インク』より）

## 経緯
- 2012年9月20日 OLCからの報道関係者向け広報『『東京ディズニーリゾート®30周年“ザ・ハピネス・イヤー”のプログラムについて』で画像イメージと共に開催が発表される[2]。
- 2013年2月1日 OLCからの報道関係者向け広報『東京ディズニーリゾート®30周年“ザ・ハピネス・イヤー”4月15日（月）よりいよいよスタート！』にてパレードの概要が発表される[3]。
- 2013年3月8日 OLCからの報道関係者向け広報『東京ディズニーリゾート®30周年“ザ・ハピネス・イヤー”4月15日（月）よりいよいよスタート！』のパレードの概要において、出演キャラクター人数の変更が発表される[4]。